# Španělská synagoga (Benátky)
Španělská synagoga, neboli Scuola spagnola je jedna z celkem pěti synagog v bývalé benátské židovské čtvrti Ghetto Nuovo (odtud odvozeno slovo ghetto) v městské části Cannaregio. Byla navržena italským architektem Baldassarem Longhenou v barokním slohu a postavena roku 1580. Je to jedna ze dvou fungujících synagog místní židovské obce. Bohoslužby se zde konají od Pesachu do Vysokých svátků. Ritus je sefardský s lokálními specifiky.

## Historie
Španělská synagoga byla vystavěna roku 1550 španělskými, tedy sefardskými židy, kteří do Benátek přišli přes Amsterdam, Livorno a Ferraru po vypovězení z Pyrenejského poloostrova nařízením španělské královny Isabely Kastilské v roce 1490. V benátském ghettu byly synagogy rozděleny podle „národností“ jeho obyvatel, tedy dle toho, odkud místní židé přišli a jaký ritus praktikovali; v Ghettu tak najdeme synagogu německou (Scola tedesca) a kantonskou (Scola cantonese), kde se praktikoval aškenázský ritus, synagogu levantinskou (Scola levantini) a španělskou (Scola spagnola) se sefardským ritem a synagogu italskou (Scola italiana), kde fungoval jakýsi mix obou ritů, zvaný italský.
Ritus ve Španělské synagoze (i v protější Levantinské, kde se bohoslužby konají v druhé půlce roku, tj. od podzimu do jara), je sefardský, ale de facto italský. Liší se kupříkladu odlišnými melodiemi, ale i třeba skladbou veršů jednotlivých modliteb (například odlišný hymnus Adon Olam).

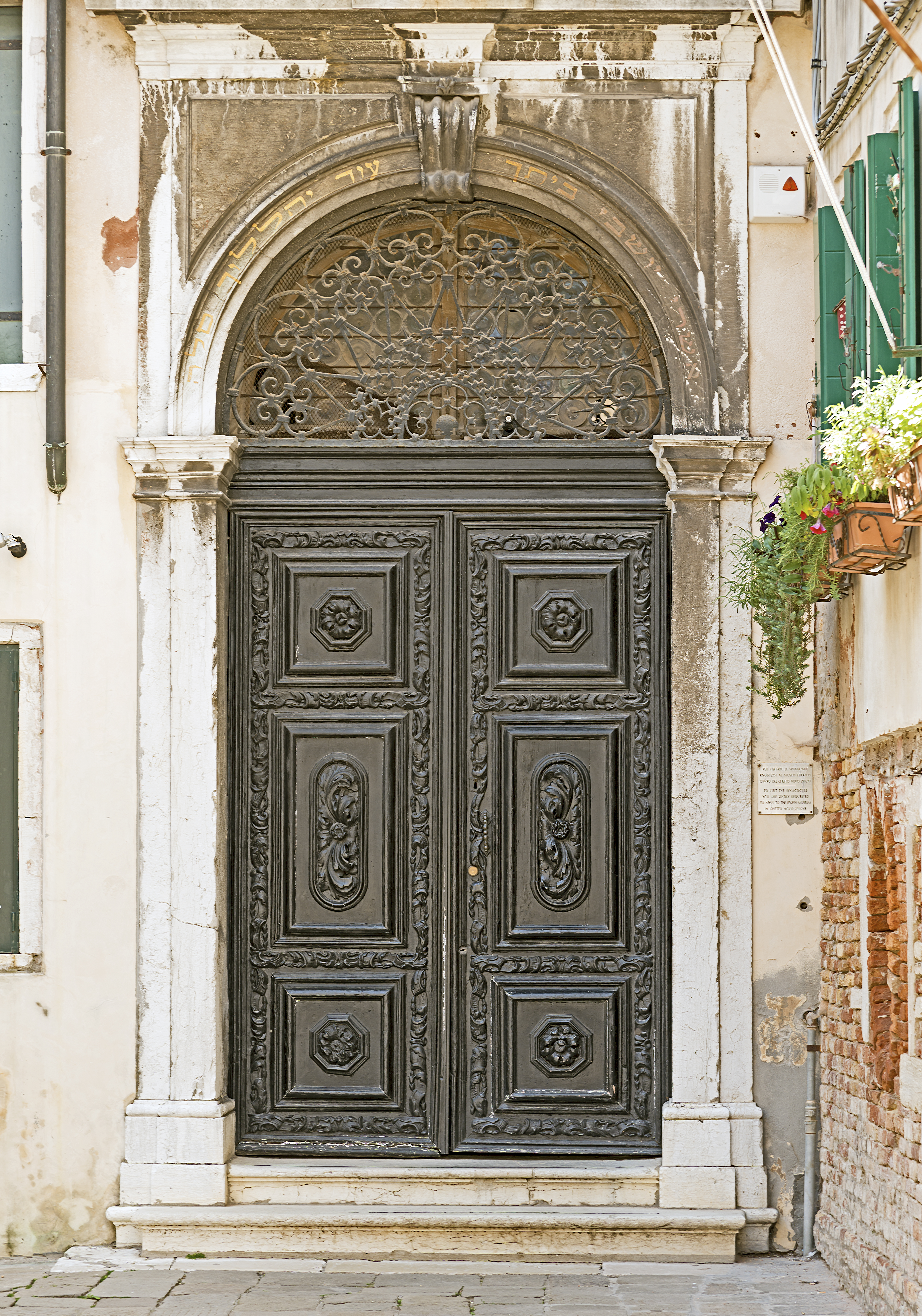
Hlavní vchod do synagogy
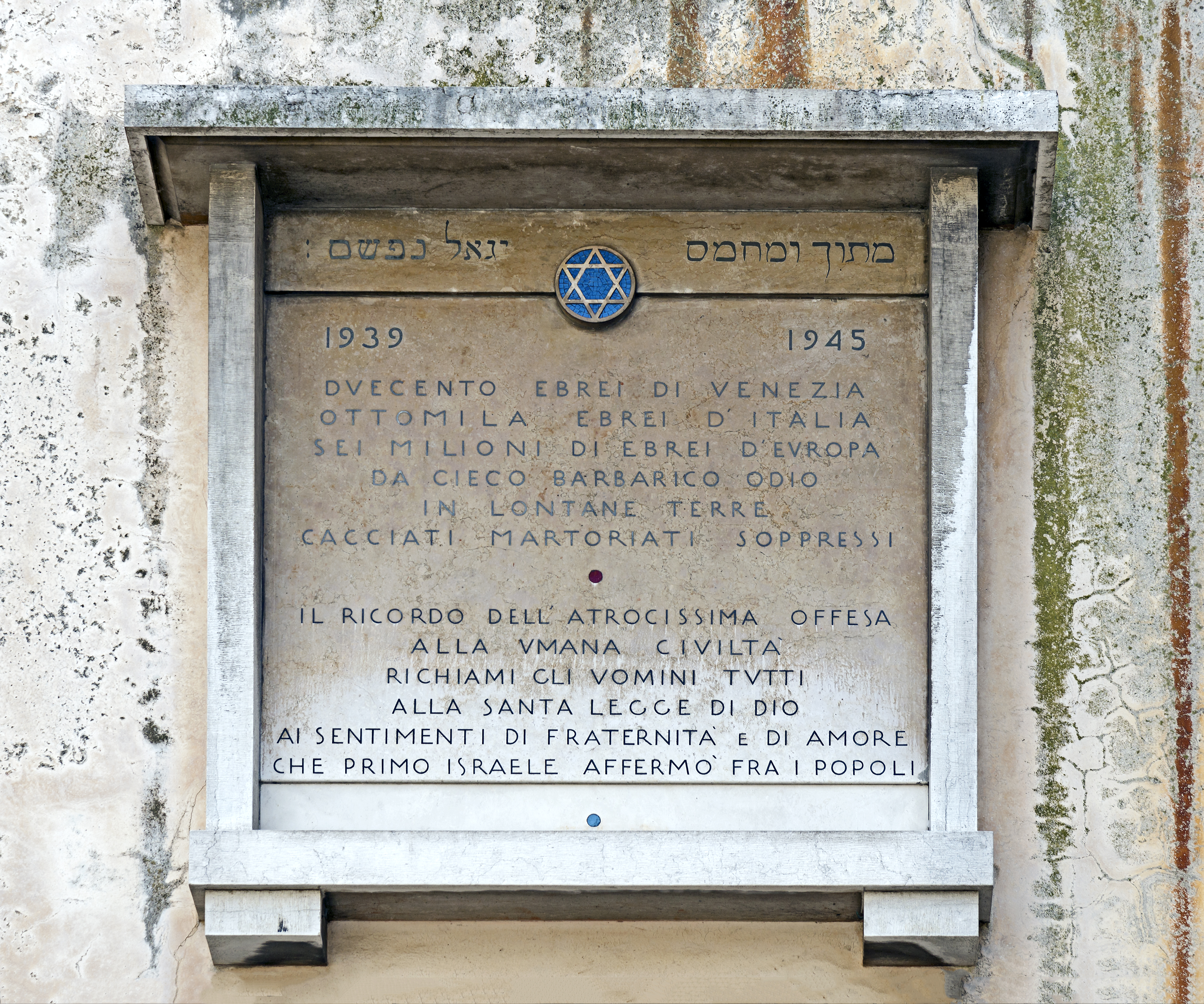
Památník obětem holocaustu